# Sümegcsehi
Sümegcsehi is een plaats (község) en gemeente in het Hongaarse comitaat Zala. Sümegcsehi telt 647 inwoners (2001).